# Francis Yorke

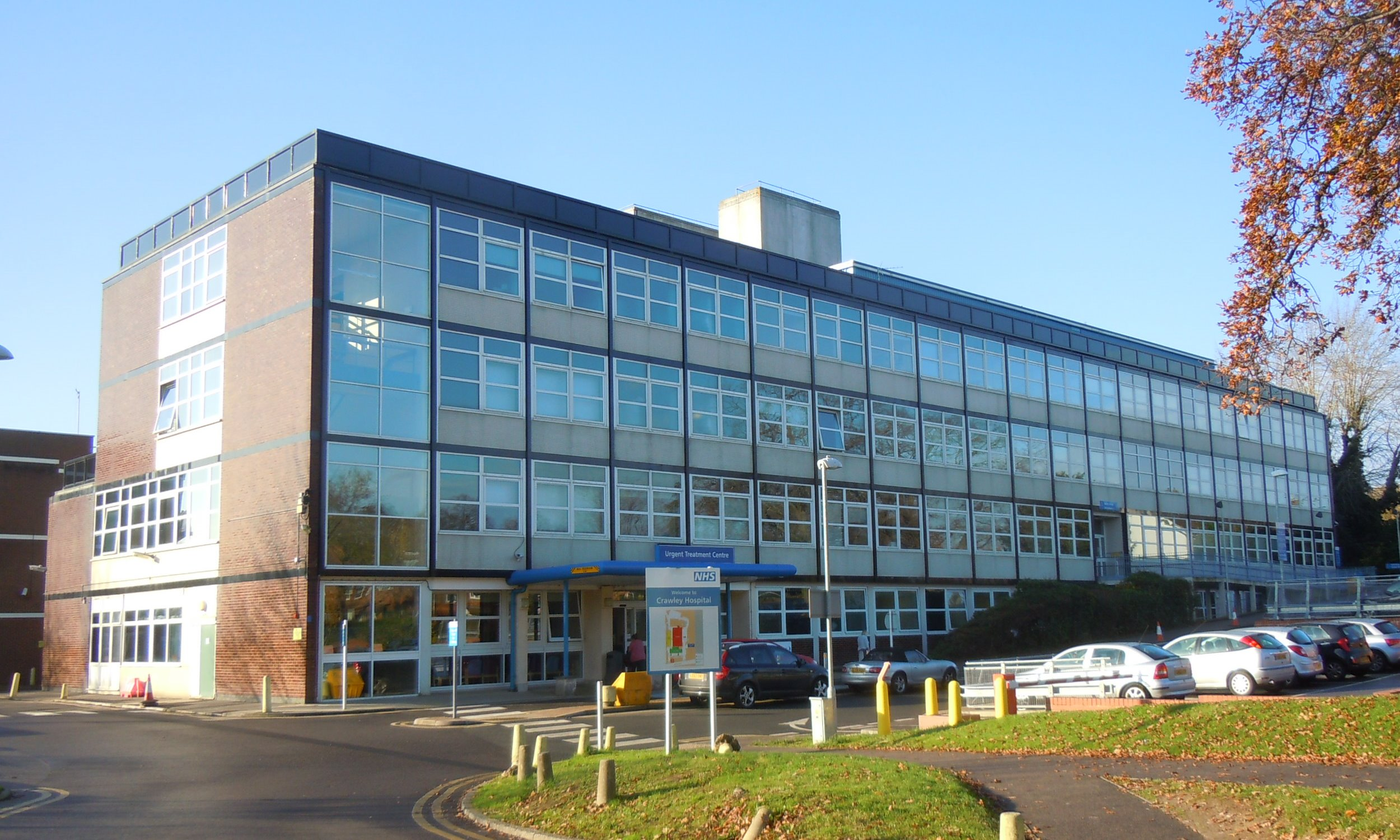
Hospital de Crawley, West Sussex (1959–61)

Francis Reginald Stevens Yorke, conocido profesionalmente como F. R. S. Yorke (Stratford-upon-Avon, 3 de diciembre de 1906-Londres, 10 de junio de 1962) fue un arquitecto racionalista británico. 

## Trayectoria
Estudió en la Escuela de Arquitectura del Birmingham Institute of Art and Design. Por su padre, también arquitecto, recibió el influjo inicial del Arts & Crafts, pero tras un viaje por Europa entre 1930 y 1933 en que entró en contacto con la arquitectura moderna practicada en el continente se pasó al racionalismo. Durante esos años trabajó como periodista y crítico.
En 1933 fue uno de los fundadores, con Wells Coates y Maxwell Fry, del Modern Architectural Research Group (MARS), la sección inglesa del Congreso Internacional de Arquitectura Moderna (CIAM), del que fue secretario general.
Su primera obra relevante fue la casa Torilla en Nast Hyde, Hatfield (1934-1935), un edificio de hormigón armado de forma monolítica. Entre 1935 y 1938 trabajó asociado al arquitecto húngaro Marcel Breuer, antiguo profesor de la Bauhaus que había huido de la Alemania nazi. Juntos fueron autores del pabellón Gane en Bristol (1936); la Sea Lane House en Angmering-on-Sea, Sussex (1937); la villa Shangri-la en Lee-on-the-Solent (1937) y dos casas en Willowbrook, Eton (1938). También presentaron un proyecto de ciudad-jardín en la exposición The Ideal Home de 1936 en Londres.
En 1939 realizó varias cottages dispuestas en hilera en Birmingham Road, en Stratford-upon-Avon, en las que realizó una interpretación regional del racionalismo.
En 1944 formó junto a Eugene Rosenberg y Cyril Mardall la firma Yorke Rosenberg Mardall. Juntos apostaron inconfundiblemente por la modernidad, con influencia de arquitectos como Le Corbusier y Ludwig Mies van der Rohe, y colaboraron con diversos artistas como Henry Moore, Kenneth Rowntree o la ceramista Peggy Angus. Recibieron diversos encargos públicos, entre ellos varias escuelas, así como el aeropuerto de Gatwick (1958) y el Hospital de Crawley (1959–61).
Escribió diversos ensayos sobre arquitectura: The Modern House (1934), The Modern Flat (1937, con Frederick Gibberd), The Modern House in England (1937), A Key for Modern Architecture (1939, con Colin Penn).